# ایوونگچ
ایوونگچ (به لهستانی:  Iwonicz) یک روستا در لهستان است که در گمینا ایوونگچ-زدروی واقع شده‌است. ایوونگچ ۴٬۵۰۹ نفر جمعیت دارد و ۳۰۴ متر بالاتر از سطح دریا واقع شده‌است.